# Romagne (Żyronda)
Romagne – to miejscowość i gmina we Francji, w regionie Nowa Akwitania, w departamencie Żyronda.
Według danych na rok 1990 gminę zamieszkiwały 262 osoby, a gęstość zaludnienia wynosiła 51 osób/km² (wśród 2290 gmin Akwitanii Romagne plasuje się na 917. miejscu pod względem liczby ludności, natomiast pod względem powierzchni na miejscu 1418.).